# Frontera entre Filipinas y Malasia
La Frontera entre Malasia y Filipinas es una frontera marítima situada entre el Mar de China Meridional, el Mar de Sulu y el Mar de Célebes. Separa al estado malasio de Sabah, que se encuentra en la isla de Borneo, de las Islas Sulu del sur de Filipinas.
La frontera es el resultado de la división del Sultanato de Joló por la cesión de sus territorios a las potencias coloniales. Los británicos obtuvieron el control de las costas nororientales de Borneo, conocidas como Borneo Septentrional, posteriormente de Sabah, mientras que el resto de las Islas Sulu cayeron bajo control español, y posteriormente de Estados Unidos. Filipinas aún reclama oficialmente la parte oriental de Sabah como territorio propio, argumentando la validez de la cesión de los herederos del sultán de Sulu.
Las conexiones históricas entre las poblaciones de ambos lados de la frontera han conducido a una frontera extremadamente porosa, con mucha inmigración ilegal de Filipinas a Malasia, así como a una serie de incidentes en forma de incursiones fronterizas y secuestros por grupos armados de Filipinas a ciudades de la costa oriental de Sabah.